# Heinrich Reinhardt
Enrique Alfredo Kurt (nacido como Heinrich Alfred Kurt) Reinhardt (29 de marzo de 1903, Stettin, Alemania imperial - c. 14 de junio de 1990, Ciudad Jardín) fue un ajedrecista alemán nacionalizado argentino.
Huérfano, a los quince años se trasladó a Jena, ciudad donde en 1928 ganó el campeonato del club local.
Fue integrante del equipo de Alemania que ganó el Torneo de las Naciones jugado en Buenos Aires en 1939.
Como contador trabajó en diferentes empresas alemanas.
Participó en torneos de ajedrez hasta el último día de su vida, ya que murió de un ataque cardíaco en un certamen abierto (Reinhardt-Piazzini, 1-0).